# Manuel Sales i Ferré
Manuel Sales i Ferré (Ulldecona (Montsià), 24 d'agost de 1843 – Vinaròs (Baix Maestrat), 10 de desembre de 1910) fou un precursor de la introducció de la sociologia a Espanya. Aquest filòsof, historiador i publicista, un dels escassos krausistes d'origen català, deixà un important llegat d'obres de caràcter científico-social. Activista intel·lectual en el camp de la reforma social, les seves propostes foren avançades i innovadores al seu temps.
L'institut de secundària d'Ulldecona porta el seu nom. També hi té dedicada la plaça "Sales i Ferré".

## Biografia

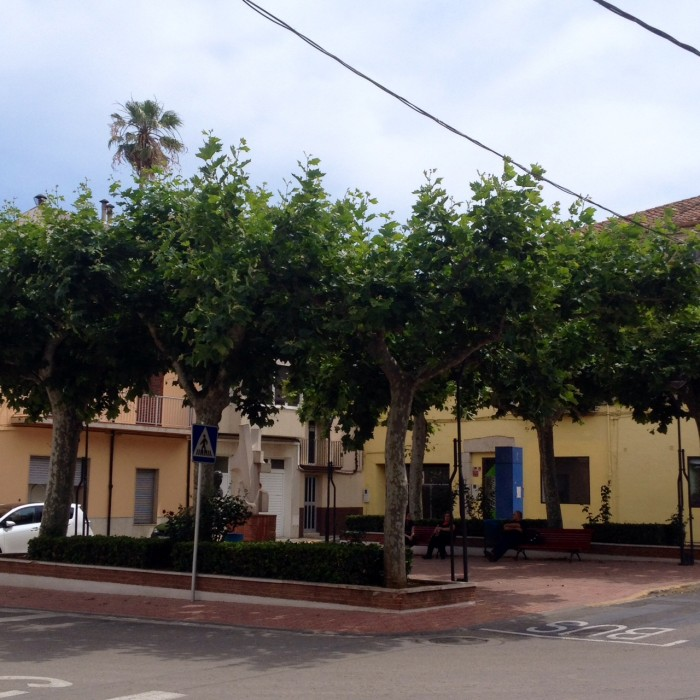
Plaça dedicada a Manuel Sales i Ferré, a Ulldecona.

Encara que nasqué a Ulldecona estigué molt poc vinculat a Catalunya al llarg de la seva vida i, en canvi, residí a Madrid, Sevilla i al País Valencià. Rebé la seva instrucció primària a Tortosa i seguí el batxillerat a Castelló de la Plana i a València. Atès que des de petit revelà uns dots extraordinaris per a l'estudi, un cop enllestit l'ensenyament secundari fou enviat a Madrid on obtingué la llicenciatura i el doctorat en Filosofia i Lletres a la Universitat Complutense. Des de 1871 fou professor auxiliar en les càtedres de Metafísica i Història Universal a la Universitat de Madrid, fins que el 1874 fou nomenat catedràtic de Geografia Històrica a la Universitat de Sevilla, plaça que posteriorment passaria a denominar-se d'Historia Universal. El 1899 obtingué per concurs una càtedra de sociologia a la Universitat de Madrid, la primera creada a Espanya.
Des de Madrid desplegà una considerable activitat en la difusió del pensament sociològic dins l'àmbit hispànic. Fou elegit president de la secció de Ciències Morals i Polítiques de l'Ateneu i des d'aquesta plataforma pogué donar a conèixer el seu pensament fora dels cercles estrictament acadèmics impartint diversos cursos des de 1897. El 1900 fou nomenat vice-secretari de l'Institut Internacional de Sociologia amb seu a París i el 1901 fundà l'Instituto de Sociologia, que el 1905 iniciaria la publicació d'un butlletí. Fou membre del Instituto de Reformas Sociales, que promogué un sistema de previsió social voluntari i privat, precursor d'un incipient estat de benestar al nostre país i el 1907 ingressà a la Reial Acadèmia de Ciències Morals i Polítiques. Morí el 1910 a la seva finca de Vinaròs (Baix Maestrat) i fou enterrat al cementiri Civil de Madrid.

## Pensament sociològic
Com succeí amb molts intel·lectuals de la seva generació, Sales i Ferré evolucionà del krausisme al positivisme, encara que al final de la seva vida recuperà part del llegat del culturalisme krausista. Sales i Ferré pertany a una generació immediatament anterior a la que impulsà el naixement d'una ciència social acadèmica i científica, per la qual cosa el seu pensament sociològic és tributari d'una visió a cavall entre la filosofia de la història i de l'evolucionisme spencerià.
El seu “Tratado de sociología” constitueix un vast fresc que il·lustra amb materials històrics les lleis que, segons el seu enfocament, governen l'avenç progressiu de la humanitat. En consonància amb les idees de l'època, formulades i defensades per Bachofen, Lewis Henry Morgan i Friedrich Engels, manté l'existència del matriarcat i del patriarcat com a fases primigènies i successives de l'evolució social primitiva. La instauració del patriarcat a l'aurora de la civilització humana tancaria així una etapa “ginecocràtica” anterior al llarg de la qual que l'hetairisme i el comunisme sexual donarien pas a la fixació de les relacions de parentiu. L'evolució de la tribu matriarcal a la patriarcal es correspon amb la més general de la societat familiar i troncal a la territorial i política, un procés que comporta canvis de gran envergadura en tots els àmbits de la vida social.
L'adveniment de la “tribu patriarcal” coincideix amb l'expansió del sedentarisme i la difusió de l'agricultura que obriran la porta, a través de la federació tribal, a la fundació de la ciutat. L'evolució d'aquesta nova modalitat d'unitat política, que passa per una fase troncal, territorial, timocràtica i democràtica, desemboca en algunes ocasions a la formació d'imperis, però en d'altres pot conduir directament a la construcció de nacions. La gènesi de la nació, com a forma superior del procés evolutiu, té lloc a Europa durant els segles IX i X, i el seu desenvolupament travessa també per les fases troncal, territorial, timocràtica i democràtica. D'acord amb l'anàlisi que Sales i Ferré fa de la situació històrica de la darreria del segle xix, quan ell estava escrivint, la societat de l'època es trobaria en una etapa de transició de la timocràcia a la democràcia, o sia, emprant un llenguatge més actual, del capitalisme al socialisme democràtic.
Pel que fa a les causes de l'evolució social i política, contempla la presència simultània de factors físics (econòmics i ambientals) i psíquics (culturals), entre els quals destaca el dret i la religió, sense acceptar l'existència d'un sol element determinant exclusiu.
A diferència del “Tratado de sociología”, la seva “Sociologia general”, escrita al final de la seva vida i publicada pòstumament, és més sistemàtica. En aquesta obra, que se situa entre el psicologisme de Tarde i l'objectivisme de Durkheim, planteja el problema de l'objecte i el mètode de la disciplina. Se separa del psicologisme social, tot adoptant una posició eclèctica, de síntesi, entre el psicologisme i el sociologisme. Dona una gran importància al medi natural i a la dialèctica entre població i recursos com a factors que condicionen l'evolució social, encara que, en igualtat de condicions, el factor genètic pot acabar essent determinant. És veritat que l'evolució social resulta sempre de l'evolució entre natura i esperit, però en aquest joc dinàmic l'evolució inconscient sempre domina a la conscient, fins i tot en l'apogeu de les civilitzacions més “avançades”.

## Obres
- 1887 Civilización europea: Consideraciones acerca de su presente, su pasado y su porvenir (Discurso leído en el Ateneo y Sociedad de Excursiones).Madrid: Librería de Victoriano Suárez.
- 1889-1904 Tratado de sociologia (4 volums).
- 1902 Causas de Nuestra Decadencia (Conferència), Madrid: Imp. de J. Palacios.
- 1902 Función del socialismo en la transformación actual de las naciones (Discurso pronunciado en el Instituto de sociologia), Madrid: Librería General de Victoriano Suárez.
- 1909 La Transformación del Japón, Madrid: Librería de D. Victoriano Suárez.
- 1910 Problemas sociales (Recull de conferències publicat pocs dies després de la seva mort).
- 1912 Nuevos fundamentos de la moral (Discursos de recepción de Manuel Sales Ferré y de contestación de Eduardo Sanz y Escartín leídos en la Junta pública de 28 d'abril de 1907). Madrid s.n.
- 1912 Sociología general (Tractat sistemàtic de sociologia públicat pòstumament a partir de l'ordenació dels seus apunts de classe cedits al seu deixeble Domingo Barnés).